# West Peoria (Illinois)
West Peoria est une ville du comté de Peoria en Illinois aux États-Unis. Elle est incorporée le 12 novembre 1993,. Lors du recensement de 2010, la ville comptait une population de 4 762 habitants.

## Source de la traduction
- (en) Cet article est partiellement ou en totalité issu de l’article de Wikipédia en anglais intitulé « West Peoria, Illinois » (voir la liste des auteurs).